# Histiopteris herbacea
Histiopteris herbacea là một loài dương xỉ trong họ Dennstaedtiaceae. Loài này được Copel. mô tả khoa học đầu tiên năm 1936.
Danh pháp khoa học của loài này chưa được làm sáng tỏ. 